# Jean-Marie de Lanessan

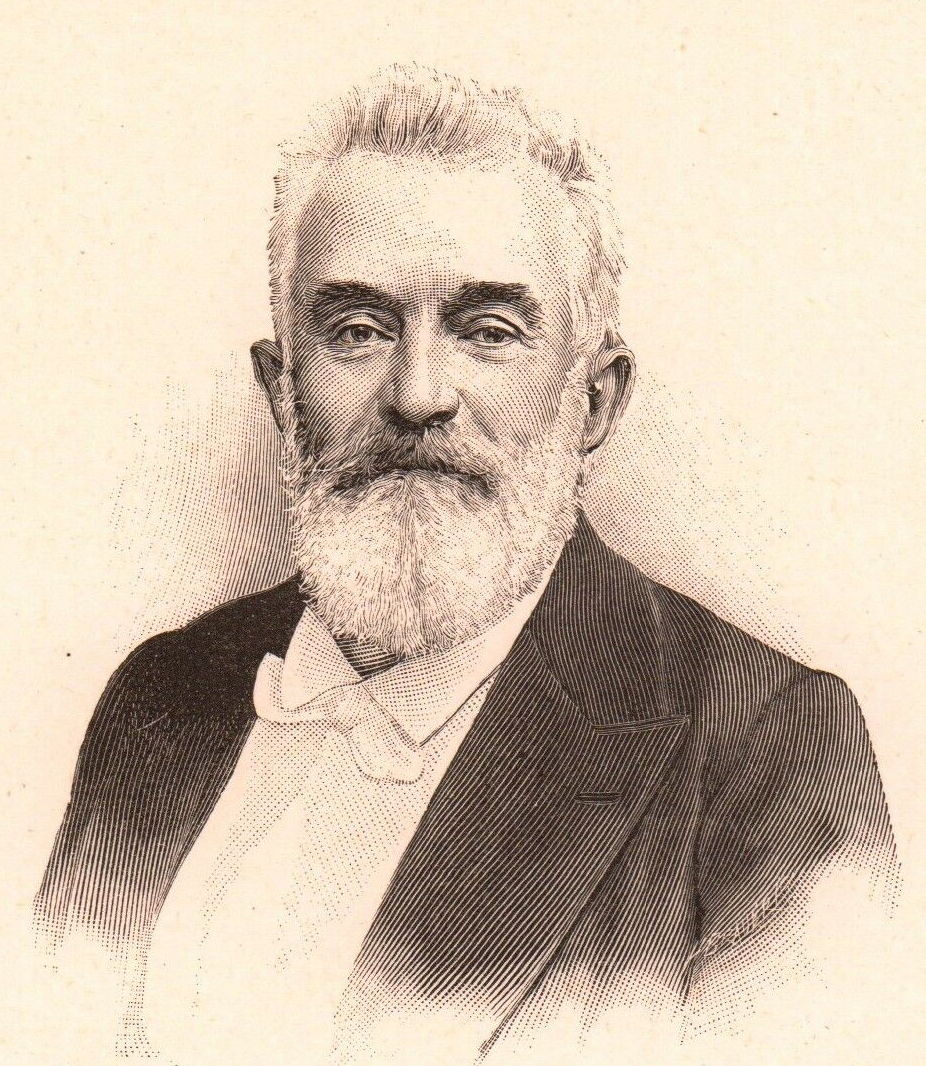
Jean-Marie de Lanessan.

Jean-Marie Antoine Louis de Lanessan, född den 13 juli 1843 i Saint-André-de-Cubzac (departementet Gironde), död den 7 november 1919 i Écouen (Seine-et-Oise), var en fransk läkare och politiker. 
Lanessan blev 1872 medicine doktor, 1875 professor i naturhistoria vid medicinska fakulteten i Paris och 1881 deputerad för Paris. Samma år uppsatte han tidningen "Le réveil" och blev i februari 1882 direktör för "La marseillaise", som han dock snart lämnade. I kammaren tillhörde Lanessan först yttersta vänstern, men slöt sig sedan till gruppen "union républicaine". Han sysslade särskilt med arbetarfrågor samt utvecklingen av handel och industri och företog på uppdrag av regeringen 1886-1887 en resa för att studera handelsförhållandena i de franska kolonierna. Som resultat härav framgick bland annat böckerna La Tunisie (1887), L'expansion coloniale de la France (1888) och L'Indo-Chine française (1889). Lanessan omvaldes till 
deputerad 1885 och 1889 i Paris som antiboulangist och var 1891-1894 generalguvernör i Indokina med både civil och militär maktbefogenhet. Till försvar för sin förvaltning skrev han La colonisation française en Indo-Chine (1895). Åren 1898 och 1902 valdes Lanessan som radikal till deputerad för Lyon och var 1899-1902 marinminister i Waldeck-Rousseaus kabinett. Sedan han fallit igenom vid 1906 års val, drog han sig för en tid tillbaka från det politiska livet. Utom politiska skrifter, exempelvis Le programme maritime de 1900 à 1906 (1903), skrev Lanessan naturvetenskapliga arbeten av värde.Han var 1910-14 ånyo ledamot av deputeradekammaren och utgav på senare år bland annat Nos forces navales (1911), Nos forces militaires (1913) och Histoire de l'entente cordiale franco-anglaise (1916).